# Haliotis corrugata
Haliotis corrugata (em inglês pink abalone ou corrugated abalone) é uma espécie de molusco gastrópode marinho pertencente à família Haliotidae. Foi classificada por W. Wood, em 1828. É nativa do nordeste do oceano Pacífico, em águas rasas da costa oeste da América do Norte.
Abalones têm sido utilizados nesta área desde que o Homem chegou. Os americanos nativos comiam a carne de abalone, utilizando conchas inteiras como tigelas e pedaços de conchas para uso em anzóis, raspadores, miçangas, colares e decorações; até mesmo fazendo permutas com as conchas. Sete espécies são descritas na região: Haliotis corrugata, H. cracherodii, H. fulgens, H. kamtschatkana, H. rufescens, H. sorenseni e H. walallensis.

## Descrição da concha
Concha circular e arqueada, quase redonda, de 15 até 20 centímetros, espessa e com sua superfície rugosa e ondulada (daí provindo o nome corrugata). Com sua borda irregularmente recortada por causa das ondulações. Superfície externa de coloração verde até marrom-avermelhada. Os furos abertos em sua superfície, de 2 a 4, são grandes, circulares e elevados (podendo ser nivelados em alguns indivíduos). Região interna da concha madreperolada, iridescente, com tons predominantes de rosa escuro e verde. Esta espécie apresenta uma grande variedade de formas, tornando a identificação por características da concha, por vezes, difícil; os espécimes jovens, por exemplo, são bastante planos até atingirem mais ou menos 10 centímetros, quando a concha começa a formar um arco. Ela também pode ser recoberta por grande quantidade de algas e por outros animais marinhos, como cracas.

## Distribuição geográfica e habitat
Haliotis corrugata ocorre em áreas rochosas do nordeste do oceano Pacífico, de Point Conception, no condado de Santa Bárbara (Califórnia, Estados Unidos), até Bahía Tortugas, na península da Baixa Califórnia (no oeste do México). São abundantes em Santa Bárbara, São Clemente e em todas as ilhas do canal da Califórnia. Indivíduos desta espécie foram capturados em Cortez Bank (uma ilha quase submersa) e também são encontrados na ilha de Guadalupe (Baixa Califórnia).
O habitat desta espécie é ao longo das costas rochosas da zona entremarés até mais ou menos 55 metros de profundidade, com grande quantidade de indivíduos localizados entre 5 a 25 metros. São encontradas em enseadas e baías mais protegidas, bem como ao longo da costa exposta às ondas. Se alimentam de algas gigantes, mas também comem outras espécies de algas. O jovem permanece em rachaduras e fendas até atingir um tamanho maior, passando a residir nas superfícies expostas das rochas e penhascos. É bem avistada em regiões com Sargassum.

## Pesca e conservação
Foi comercialmente pescada para a indústria de alimentos e joalheria no início da década de 1940 e declinando após, em 1995, com sua sobrepesca. O molusco também é afetado pela síndrome causada por uma bactéria denominada Candidatus Xenohaliotis californiensis, além de ser predado pela expansão da população de lontras marinhas.
No início da década de 1950, cerca de 75% da atividade de pesca do abalone provinha desta espécie, sendo um componente significativo dos desembarques comerciais provindos das ilhas do canal da Califórnia (Anacapa e Santa Cruz, São Nicolas, Santa Catalina, Santa Bárbara e São Clemente). Porque são mais frágeis e crescem mais lentamente do que outros Haliotis californianos, este nível de exploração não poderia continuar.

## Subespécies deH. corrugata
De acordo com o WoRMS, existem duas subespécies atualmente descritas:
- Haliotis corrugata corrugata W. Wood, 1828[11]
- Haliotis corrugata oweni (Talmadge, 1966)[12] - ex Haliotis oweni